# Badminton bei den World Masters Games 2009
Badminton wurde bei den World Masters Games 2009 in den Altersklassen O35 bis O80 gespielt. Es wurde in mehreren Leistungskategorien von Open bis hin zu Recreational um die Medaillen gekämpft. Folgend die Medaillengewinner in der höchsten Kategorie (Open). Die Wettkämpfe fanden vom 14. bis zum 18. Oktober 2009 in Sydney statt.

## Medaillengewinner
| Disziplin        | Gold                                            | Silber                                                | Bronze                                          |
| ---------------- | ----------------------------------------------- | ----------------------------------------------------- | ----------------------------------------------- |
| Herreneinzel O35 | Heryanto Arbi                                   | Shinya Aoki                                           | Trent Riddick                                   |
| Herrendoppel O35 | Heryanto Arbi Herman Laksono Lioe               | Dean Galt Kerrin Harrison                             | Harianto Halim Setiono Simbarsono Sutanto       |
| Dameneinzel O35  | Betty Blair                                     | Julie Carrel                                          | Delwyn Cooper                                   |
| Damendoppel O35  | Chika Tanifuji Yayoi Izumisawa                  | Vivienne Ninnes Delwyn Cooper                         | Lynnette Gibson Susan Farmer                    |
| Mixed O35        | Rosiana Tendean Herman Laksono Lioe             | Masae Chiba Masaharu Ito                              | Rutjaporn Sri-On Wattana Ampunsuwan             |
| Herreneinzel O40 | Shinya Aoki                                     | Nadim Mir                                             | Mir Ishaq                                       |
| Herrendoppel O40 | Wattana Ampunsuwan Chatchai Boonmee             | Mir Ishaq Nadim Mir                                   | Tomohiko Gotoh Shuichiro Ogawa                  |
| Damendoppel O40  | Masae Chiba Chika Tanifuji                      | Juthatip Apiwatthanawong Sasithorn Lertwisettheerakul | Betty Blair Julie Carrel                        |
| Mixed O40        | Sasithorn Lertwisettheerakul Wattana Ampunsuwan | Chika Tanifuji Shinya Aoki                            | Rosiana Tendean Bobby Ertanto                   |
| Herreneinzel O45 | Surachai Makkasasithorn                         | Kerrin Harrison                                       | Niroshan Wijekoon                               |
| Herrendoppel O45 | Chaiyut Nilphang-Nga Nattapol Sanlekanun        | Eddy Hartono Effendy Widjaja                          | Surachai Makkasasithorn Narong Vanichitsarakul  |
| Dameneinzel O45  | Juthatip Apiwatthanawong                        | Tanya Riddick                                         | Gillian Patmore                                 |
| Damendoppel O45  | Suzanne Ogeh Rosiana Tendean                    | Kanitta Mansamuth Nudee Pongkhan                      | Gillian Patmore Judith Williamson               |
| Mixed O45        | Sudtheera Punyathorn Narong Vanichitsarakul     | Susan Rogers Keith Priestman                          | Anna Lao Niroshan Wijekoon                      |
| Herreneinzel O50 | Keith Priestman                                 | Sawei Chanseorasmee                                   | Johann Molodet                                  |
| Herrendoppel O50 | Rudy Hejanto Saputra Simbarsono Sutanto         | Surapong Suharitdumrong Taveesup Waranusast           | Kartononhari Atmanto Akhmad Khafidz Basri Yusuf |
| Dameneinzel O50  | Penny Parkes                                    | Kumiko Yamamoto                                       | Marlies Wessels                                 |
| Damendoppel O50  | Kumiko Yamamoto Hiroko Yuyama                   | Margaret Lee Maria Francisca                          | Jan Shew Eileen Shore                           |
| Mixed O50        | Maria Francisca Simbarsono Sutanto              | Jan Shew Bruce Darby                                  | Robyn Kinnear Kevin Ross                        |
| Herreneinzel O55 | Akhmad Khafidz Basri Yusuf                      | Tac Vuong                                             | Gary Helmkay                                    |
| Herrendoppel O55 | Attakorn Maensamut Jiamsak Panitchaikul         | Kartononhari Atmanto John Liong Kiat Wong             | Sarayu Bantaowong Surapong Suharitdumrong       |
| Damendoppel O55  | Jennifer Aziz Siew Har Hong                     | Jan Giffney Eileen Shore                              | Joanne Cicrich Susan Dommeyer                   |
| Mixed O55        | Eileen Shore Ket Yong                           | Siew Har Hong Gary Helmkay                            | Susan Dommeyer Tac Vuong                        |
| Herreneinzel O60 | Hubert Alan Francis Miranda                     | Ian Bishop                                            | Chaisak Thongdejsri                             |
| Herrendoppel O60 | Seri Chintanaseri Pramot Khaosamang             | Akira Hirota Toshihiko Yamamoto                       | Hubert Alan Francis Miranda Kee Chin Yong       |
| Dameneinzel O60  | Intan Tee                                       | Cheryl Lawrence                                       | Lianying Cai                                    |
| Damendoppel O60  | Margaret Ann Anderson Kay Terry                 | Pamela Bader Robyn Ritchie                            | Valerie Butler Helen Koh                        |
| Mixed O60        | Cheryl Lawrence Graham Feist                    | Margaret Ann Anderson Colin Hepburn                   | Intan Tee Curt Dommeyer                         |
| Herreneinzel O65 | Hans Schumacher                                 | Robert Cook                                           | Akira Hirota                                    |
| Herrendoppel O65 | Robert Cook Andrew Gouw                         | Jeff Fishback Robin Lyons                             | Wilhelm Schmitz Hans Schumacher                 |
| Dameneinzel O65  | Renate Knötzsch                                 | Renate Gabriel                                        | Kay Terry                                       |
| Damendoppel O65  | Renate Gabriel Renate Knötzsch                  | Jennifer Goodwyn Jillian Massey                       | Grace Clements Roslyn Eades                     |
| Mixed O65        | Renate Knötzsch Gerhard Grönboldt               | Renate Gabriel Hans Schumacher                        | Kay Terry Ignatius Gan                          |
| Herreneinzel O70 | Xin Hua Chen                                    | Helmuth Kreulitsch                                    | Tart Kornchankul                                |
| Herrendoppel O70 | Tart Kornchankul Singha Siribanterng            | Gary Cooper Noel Nicol                                | Gerhard Grönboldt Helmuth Kreulitsch            |
| Dameneinzel O70  | Jillian Massey                                  | Gladys Grenfell                                       | Randi Gulbrandsen                               |
| Damendoppel O70  | Grace Clements Jillian Massey                   | Susan Dennis Gladys Grenfell                          | Randi Gulbrandsen Joyce Kallweit                |
| Mixed O70        | Grace Clements Noel Nicol                       | Joyce Kallweit Helmuth Kreulitsch                     | Gladys Grenfell John Barrie                     |
| Herreneinzel O75 | John Barrie                                     | Wing Choon Sung                                       | James Bosco                                     |
| Herrendoppel O75 | John Barrie Noel Nicol                          | -                                                     | -                                               |
| Dameneinzel O75  | Gladys Grenfell                                 | -                                                     | -                                               |
| Mixed O75        | Gladys Grenfell John Barrie                     | -                                                     | -                                               |
| Herreneinzel O80 | James Bosco                                     | -                                                     | -                                               |